# Floresta (Kolumbia)
Floresta – miasto w Kolumbii, w departamencie Boyacá.